# SSAB
SSAB AB, tidigare Svenskt Stål AB, är en stålkoncern som idag är Nordens största tillverkare av handelsstål. Företaget är börsnoterat på Stockholmsbörsen. Största ägare är svenska staten genom LKAB som meddelade att de stod för 16 procent av rösterna i maj 2021.

## Historik
Svenskt Stål AB bildades 1978 efter ett riksdagsbeslut som en del i omstruktureringen av svensk stålindustri föreslagen i Handelsstålsutredningen. Stålverksamheten i Stora Kopparbergs Bergslags AB (Domnarvets Jernverk, Ornäs, transportcentralen, Wikmanshytte Bruk Mekaniska Verkstaden, Rättviks Kalkverk, Osmundsbergs Kalkbrott, Dyrkatorps Dolomitbrott, Ljusne Kättingfabrik, Dannemora gruva, gruvan vid Risbergsfältet i Grängesberg, Håksberg gruva, Blötbergets gruva, Stora Kopparberg Norge A/S, Oy Stora Kopparberg och Stora Kopparberg A/S Danmark), Gränges AB (Oxelösunds järnverk, TGOJs järnvägsrörelse, TGOJs hamn i Oxelösund, Gränges bergrum för oljelagring i Oxelösunds hamn, Gränges Data, Gränges Inköp, Gränges Mineralprocesser (Stråssa), Scandia Plate Västtyskland, Scandia Plate Frankrike, Scandia Plate Norge, Scandia Plate Storbritannien, Scandia Plate Kanada samt bolagets gruvor i Grängesberg och Stråssa) statliga Norrbottens Järnverk AB (NJA) samt dess dotterbolag Plannja, Isolamin, Primdata och Stålpartner i Luleå, övertogs av SSAB. Vid tidpunkten arbetade cirka 18 000 anställda i järnverk, gruvor, grossistföretag och järnvägar. Gruvorna, som till största delen låg i Bergslagen, lades ned ganska omgående. Grängesbergs och Dannemora gruvor kom dock att brytas i ytterligare ett antal år, och lades ned 1989 respektive 1992. Även järnvägsföretaget TGOJ avyttrades i två steg, 1982 och 1989, till Statens Järnvägar.

### 1970-talets stålkris blir starten för SSAB
Den under 1970-talet rådande internationella stålkrisen blev utgångspunkt för SSAB:s bildande. Domnarvets järnverk hade en komplicerad och splittrad produktion och saknade medel till nödvändiga investeringar. Statliga Norrbottens Järnverk AB (NJA) var förhållandevis omodernt och ständigt förlustdrabbat, samtidigt som Gränges AB med Oxelösunds Järnverks AB var konkursmässigt. Ingen av ägarna ville investera mer pengar i sina företag. Den av staten tillsatta Handelsstålsutredningen under ledning av Lars Nabseth föreslog en ny sammanslagen statlig stålkoncern och NJA:s verkställande direktör Björn Wahlström fick i uppdraget att leda förhandlingar om detta.

### Domnarvet, NJA och Oxelösund blir ett företag

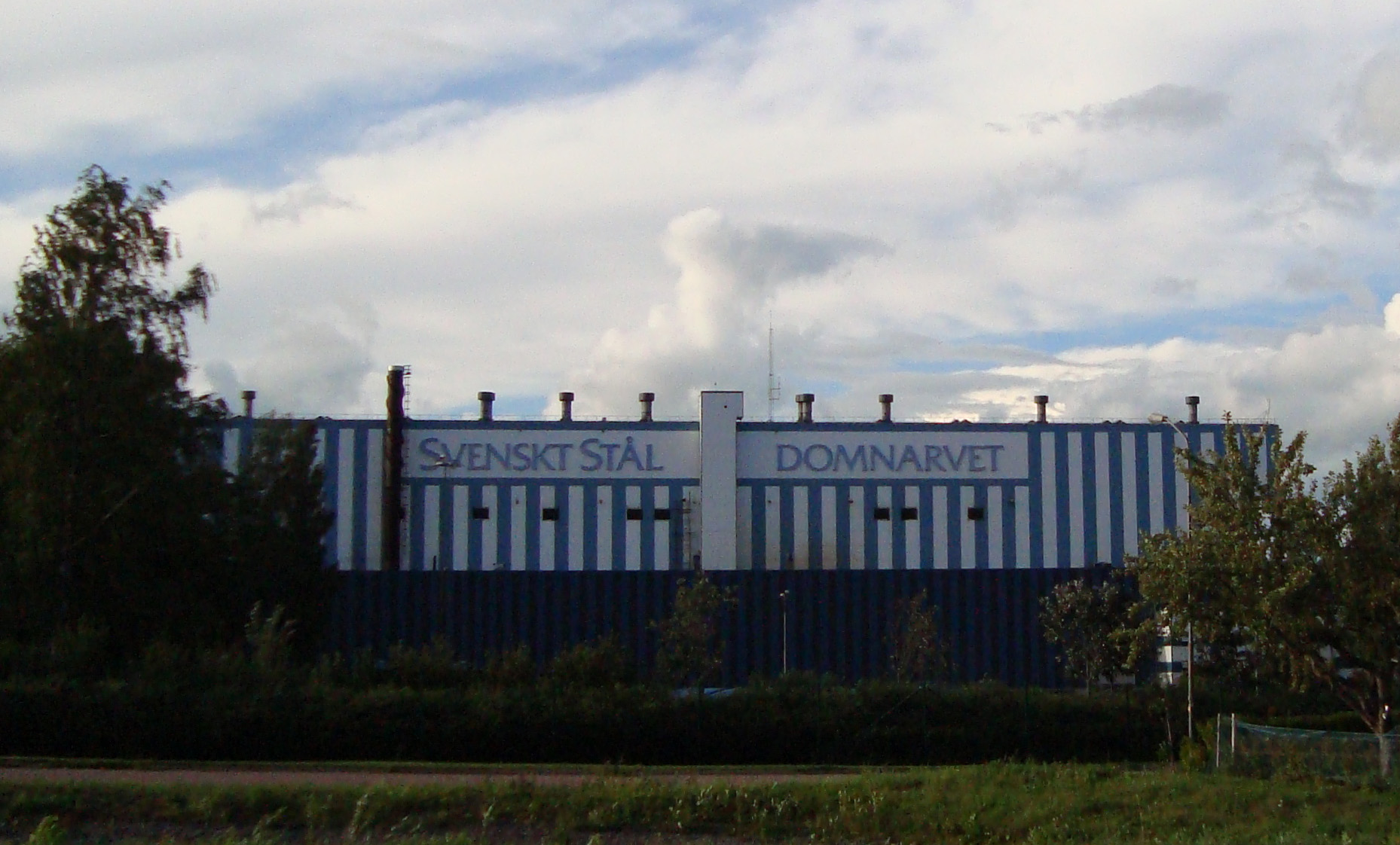
SSAB Domnarvet

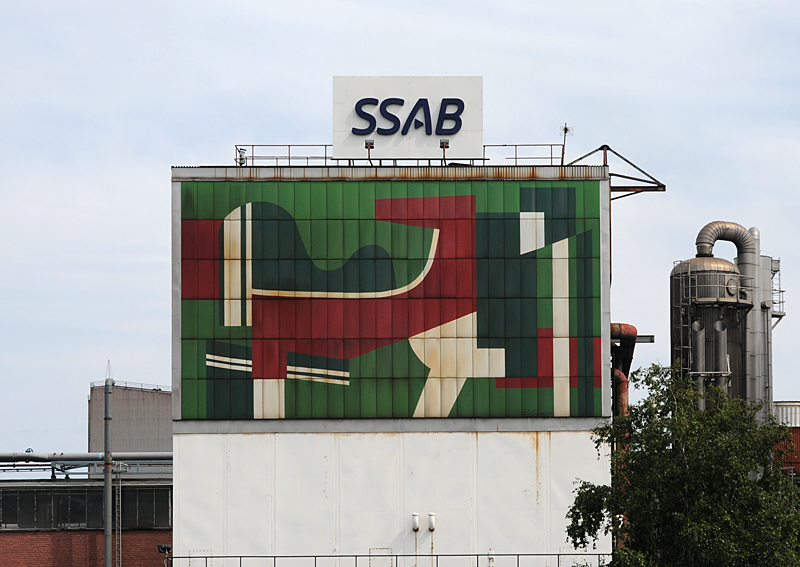
SSAB Oxelösunds Järnverk

Ägandet i det nya företaget fördelades 1978 på de tidigare ägargrupperingarna med 50 procent på Statsföretag och 25 procent vardera på Gränges och Stora Kopparberg. Till verkställande direktör valdes Björn Wahlström med uppdrag att omstrukturera företaget. Tillverkningsenheter lades ned och investeringar koncentrerades till ett fåtal produkter och till ett fåtal orter. År 1982 blev det första vinståret. Stora Kopparbergs och Gränges andelar i SSAB löstes ut 1981 respektive 1986. 
En av landets största industriinvesteringar genomfördes med en tunnplåtsanläggning i Borlänge för att göra bilplåt med högre kvalitet.

### SSAB Tunnplåt och SSAB Oxelösund bildas
På basis av en ny strukturplan 1987 beslöts att koncentrera verksamheten till tunnplåtsområdet och att avveckla olönsamma produktionsenheter och produktprogram. Således avvecklades gruvverksamheten i Grängesberg och Dannemora gruvor 1989 respektive 1992.
Under 1988 omorganiserades återigen SSAB. Stålverken i Luleå och Borlänge slogs ihop till dotterbolaget
SSAB Tunnplåt AB. Oxelösunds stålverk blev ett dotterbolag under namnet SSAB Oxelösund AB. Ett tredje dotterbolag, SSAB Profiler, bildades också, men såldes senare till Ovako Steel. Eftersom en överkapacitet fanns inom metallurgin, nedlades Domnarvets elektrostålverk 1989 och fokus lades på valsning av ämnen tillverkade i Luleå.
Efter det att verksamheten vänts till vinst, börsnoterades företaget 1989, och 1992 sålde staten resterande aktier i SSAB.
År 1989 förvärvades Korrugals bandlackeringslinje i Finspång och en ny stegbalksugn byggdes i Borlänge. Samma år invigdes den femte och nya strängjutningslinjen, så kallade Sträng 5 (Sträng 4 fanns sedan 1980) i Luleå, varpå stränggjutningsanläggningen lokalt kommit att kallas Sträng 45. 1993 togs även en s.k. CAS-OB-anläggning i bruk i Luleå. SSAB Laminated Steel AB i Ronneby som tillverkar laminerad tunnplåt under produktnamnet Dobel införlivades 1992 med SSAB Tunnplåt och 1994 invigdes Betsträcka 3 i Borlänge. Två av de hittills största investeringarna i SSAB är det nya förvalsparet i bredbandverket i Borlänge 1999 och den nya masugnen (Masugn 3) i Luleå 2000. Trots det pågående kriget i Ukraina, har SSAB Oxelösund valt att fortsätta köpa gas från Ryssland.

### Förvärv av Ipsco och samgående med Rautaruukki
År 2008 förvärvades amerikanska Ipsco, med stålverk i Montpelier i Iowa och Mobile i Alabama. De två stålverken producerade skrotbaserad grovplåt med elektrisk smältning utan masugn.
Aktieägarna i det finska stålföretaget Rautaruukki erbjöds i januari 2014 att byta sina aktier till aktier i SSAB. Detta medförde att finska statsägda Solidium blev SSAB:s tredje största ägare efter Industrivärden och LKAB. Med köpet av Rautaruukki tillfördes ytterligare 2,6 miljoner ton i kapacitet. Av Rautaruukis tidigare produktionsanläggningar kvarstår inom SSAB stålverket i Brahestad och fabriken för tunnplåt och rör i Tavastehus.

## Verksamhet
SSAB:s tillverkningsorter är i Luleå, Borlänge, Oxelösund, Finspång, Brahestad, Tavastehus, Montpelier (Iowa, USA) och Mobile (Alabama, USA), huvudkontoret finns i Stockholm. År 2015 hade SSAB cirka 14 500 anställda. Företaget tillverkar cirka 5,7 miljoner ton malmbaserat råstål per år (2010). Masugnar finns i Luleå, Oxelösund och Brahestad. SSAB:s huvudprodukter är tunnplåt, som tillverkas i Luleå och Borlänge, och grovplåt, som görs i Oxelösund, med inriktning på höghållfast konstruktions- och slitstål. Bland dotterbolagen kan nämnas Dickson Plåt Service Center (klippning av bland annat tunnplåt), Plannja (byggplåtsprodukter) samt Tibnor, som är SSAB:s handelsföretag. VD och koncernchef är från 28 oktober 2024 Johnny Sjöström.

### Miljöpåverkan
SSAB släpper ut mer koldioxid än något annat företag i Sverige, närmare 5 miljoner ton, och står ensamt för knappt tolv procent av landets koldioxidutsläpp. Merparten kommer från koksmasugnarna i Oxelösund och Luleå, där man också förbränner processgaser. År 2016 inledde bolaget Hybrit Development (gemensamägt av SSAB, LKAB och Vattenfall) en förstudie över möjligheterna att ersätta det kol som används i masugnarna med vätgas, vilket har potentialen att eliminera koldioxidutsläppen. Ett 100 kubikmeter stort vätgaslager byggs under Svartöberget. Redan omkring 2025 planerar bolaget att ersätta masugnen i Oxelösund med en elektrisk ljusbågsugn, vilket beräknas minska SSAB:s koldioxidutsläpp i Sverige med 25 procent.

## Varumärken
SSAB:s största produktvarumärken är:
- Hardox
- Strenx
- Docol
- GreenCoat
- Toolox
- Armox
- SSAB Boron
- SSAB Domex
- SSAB Form
- SSAB Laser
- SSAB Weathering
- SSAB Multisteel
- Hardox In My Body
- My Inner Strenx
- Hardox Wearparts

## Verkställande direktörer
- 1978–1981: Björn Wahlström
- 1981-1986: Henry Lundberg
- 1986-1987: Orvar Nyquist
- 1987–1998: Leif Gustafsson
- 1998–2000: Torsten Sandin
- (t.f. 2000) 2001–2006: Anders Ullberg
- 2006–2010: Olof Faxander
- 2011–2024: Martin Lindqvist
- 2024-: Johnny Sjöström